# TKプロジェクト ガチコラ
TKプロジェクト ガチコラ（GACHICOLLA）とは、2006年に吉本興業と小室哲哉が行ったお笑い芸人の楽曲制作プロジェクト。

## 概要
- 「ガチコラ」は「ガチンココラボレーション」の略。

- 当時吉本興業に所属していた小室哲哉が、同じ吉本所属のお笑い芸人をプロデュースするという企画。小室が事前に楽曲を製作し、山本吉貴（元・チャイルドマシーン）に芸人へのオファーを依頼した。芸人達は単に「着うた」、「着ボイス」を録ることしか聞かされておらず、スタジオ入りしてから初めて小室がプロデュースを担当するという事実を知らされる。さらにその場で楽曲を聴かされ、「レコーディング開始前の30分間に自身が歌う歌詞を完成させなければならない」というノルマを課された。

- プロジェクトの裏テーマとして、当時吉本に所属してから、直接近づきやすい後輩がいなかった小室の「芸人の友達作りのきっかけ作り」としての思いもあった[1]。

## メンバー
- TK&YY
  - 小室哲哉
  - 山本吉貴

第1回
- 南海キャンディーズ（第1回ダウンロード1位）
  - しずちゃん
  - 山ちゃん
- トータルテンボス
  - 藤田憲右
  - 大村朋宏
- POISON GIRL BAND
  - 阿部智則
  - 吉田大吾
- とろサーモン
  - 村田秀亮
  - 久保田和靖
- ほっしゃん。
- だいたひかる
- まちゃまちゃ

第2回
- 麒麟（第2回ダウンロード1位）
  - 川島明
  - 田村裕
- チュートリアル
  - 徳井義実
  - 福田充徳
- 千鳥
  - 大悟
  - ノブ
- 笑い飯
  - 西田幸治
  - 哲夫

その他
- JK（次長課長）
  - 河本準一
  - 井上聡

## 関連商品

### アルバム
- 2006年7月5日にR and C（現・よしもとミュージック）から発売。
- CDとDVDの2枚組。DVDには各曲のミュージック・ビデオが収録されている。

#### 収録曲
全作曲・編曲：小室哲哉。作詞は各曲のボーカルが担当（特記除く）。
1. 晴れる道 〜宇宙人（オメェら）に合わせる顔がねぇ！〜 / JK（次長課長）
  - テレビ東京系アニメ『ケロロ軍曹』3rdシーズンオープニングテーマ
  - 本アルバムに先駆けて2006年5月31日にシングルとして発売された。
2. rice to life / 麒麟
  - 2006年8月2日にきりん名義で発表したシングル「サイクリング リサイクル」のカップリングとして収録。
3. Boy meets Boy / チュートリアル
4. 洒落こうべ / トータルテンボス
5. 角界パンク / POISON GIRL BAND
6. TO HEART / ほっしゃん。＆だいたひかる
7. 麦っ子魂 / まちゃまちゃ
8. ¡Hola! 大岩功先生 / 笑い飯
9. トモダチ / 千鳥
10. ニーナ / とろサーモン
11. おしずさん / 南海キャンディーズ
12. RACE / TK&YY（小室哲哉＆山本吉貴）
  - 作詞：KCO
  - 小室がリードボーカルを担当した。

#### クレジット
- Produced : 小室哲哉
- Mixed & Recorded : 小室哲哉, 佐竹央行, Mike Butler
- Mastered : 前田康二
- Vocal Direction : 小室哲哉, ヒルマ弘
- Chorus : 小室哲哉
- Guitars : 小室哲哉, Mike Butler
- Programming : 岩佐俊秀

### DVD
- CDアルバムと同日発売。作詞やレコーディングの過程、小室と山本によるロサンゼルスでのロケなどの映像が収録されている。

#### 収録映像曲
Season 1
- ニーナ / とろサーモン
- 洒落こうべ / トータルテンボス
- 角界パンク / POISON GIRL BAND
- おしずさん / 南海キャンディーズ
- TO HEART / ほっしゃん。＆だいたひかる
- 麦っ子魂 / まちゃまちゃ

Season 2
- トモダチ / 千鳥
- rice to life / 麒麟
- Boy meets Boy / チュートリアル
- ¡Hola! 大岩功先生 / 笑い飯

Special Season in L.A
- RACE / TK&YY（小室哲哉＆山本吉貴）

Extra Version
- 晴れる道 〜宇宙人（オメェら）に合わせる顔がねぇ！〜 / JK（次長課長）

## 批評
矢野利裕は「残念ながらそれ程良い作品ではない。しかし、『芸人やコメディアンが持つ特異なリズム感を音楽的に体現しようとした』という点では意義深い試みとも言える」と評している。